# Peoria (Arizona)
Peoria é uma cidade localizada no estado americano do Arizona, nos condados de Maricopa e Yavapai. Foi fundada em 1885 e incorporada em 1954.

## Geografia
De acordo com o United States Census Bureau, a cidade tem uma área de 460,9 km², onde 451,7 km² estão cobertos por terra e 9,2 km² por água.

## Demografia
Segundo o censo nacional de 2010, a sua população é de 154 065 habitantes e sua densidade populacional é de 341,1 hab/km². É a nona localidade mais populosa do Arizona. Possui 64 818 residências, que resulta em uma densidade de 143,5 residências/km².